# Hyalornis livida
Hyalornis livida là một loài bướm đêm trong họ Geometridae.